# Podgora, Šentvid ob Glini
Za naselje v Dalmaciji glej Podgora.
Podgora  (nemško: Unterbergen) je naselje v občini Šentvid ob Glini okraja Šentvid ob Glini na Koroškem. Kraj ima 90 prebivalcev (1. januar 2023). Leži na območju katastrske občine Gorce/Hörzendorf.

## Lega
Vas leži jugozahodno od glavnega mesta okraja Šentvid ob Glini. Središče kraja se nahaja pod Muraunbergom, na prehodu iz Doline Gline v Glinsko gričevje.
Kraj je nastal sredi 20. stoletja okoli stare gostilne, ki je bila osamljena izven naselij pri Glini, kjer je stala majhna naselbina (Reidenwirtsiedlung). Med tem naseljem in mestnim jedrom je bil v času po letu 2000 zgrajen športni objekt Arena Jacquesa Lemansa.

## Zgodovina
Kraj spada pod davčno občino Gorce/Hörzendorf. V prvi polovici 19. stoletja pa je spadal pod davčno okrožje Karlsberg. Ob oblikovanju krajevnih skupnosti v okviru reform po revoluciji v letih 1848/49 je Podgora/Unterbergen prišla v občino Hörzendorf (ki se je sprva imenovala občina Karlsberg). Leta 1972 je bil kraj priključen občini Šentvid ob Glini.

## Rast prebivalstva
V kraju je bilo prešteto naslednje število prebivalstva:
- 1869: 7 hiš, 66 preb. [3]
- 1900: 8 hiš, 60 preb. [4]
- 1910: 10 hiš, 68 preb. [5]
- 1923: 10 hiš, 60 prebivalcev [6]
- 1934: 72 prebivalcev [7]
- 1961: 22 hiš, 145 prebivalcev [8]
- 2001: 36 stavb (od tega 29 stanovanjskih) z 49 stanovanji in 40 gospodinjstvi; 106 stanovalcev in 14 primerov začasnega prebivališča [9]
- 2011: 36 stavb, 95 prebivalcev [10]

V kraju je 7 delovnih mest (stanje 2011;  2001: 2  ) in 5 kmetijskih in gozdarskih podjetij (stanje 2001)  .
- Severni rob krajevnega središča Podgora/Unterbergen
- Jedro kraja Podgora/Unterbergna, pogled z jugozahoda
- Arena Jacquesa Lemansa
- Naselje Reidenwirt